# Black Daisy

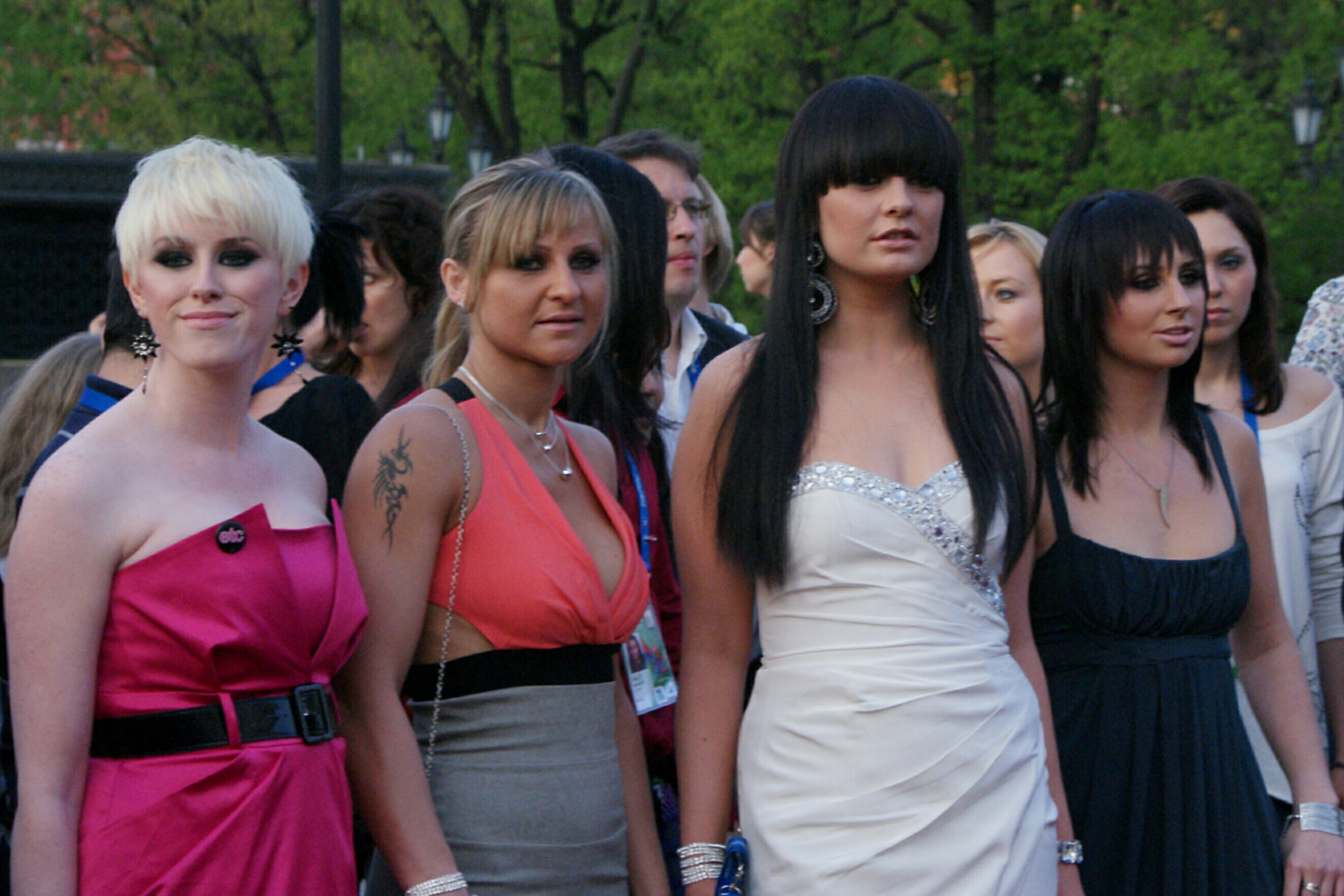
Black Daisy i Moskva 2009.

Black Daisy är ett irländskt band som, tillsammans med Sinéad Mulvey, representerade Irland i Eurovision Song Contest 2009 med låten Et Cetera.